# Prijevor (Dubrovnik)
Prijevor falu Horvátországban, Dubrovnik-Neretva megyében. Közigazgatásilag Dubrovnik községhez tartozik.

## Fekvése
A Dubrovnik városától légvonalban 3, közúton 8 km-re északkeletre a Dubrovniki tengermelléken, Nova Mokošica és Rožat között, a Rijeka Dubrovačka északi partján fekszik. Főbb településrészei Donji Prijevor, Gornji Prijevor és Prijevor na Rivi. Legrégibb része Gornji Prijevor kicsi, rozzant házakból áll. Donji Prijevor a település újabb része a megszokott modern lakóházakkal rendelkezik, míg Prijevor na Rivi közvetlenül a folyóparton fekszik. Feljebb, a hegy lejtőin található Dračevo Selo, ahol a templom is áll.

## Története
Az itt élt első ismert nép az illírek voltak, akik az i. e. 2. évezredtől fogva éltek itt magaslatokon épített erődített településeken és kövekből rakott halomsírokba temetkeztek. Ókori halomsír található Prijevor határában a Vrijesno brdo nevű magaslaton is. Az illírek i. e. 35-ig uralták a térséget, amikor Octavianus hadai végső győzelmet arattak felettük. A Nyugatrómai Birodalom bukása után 493-tól a keleti gótok uralták a területet. 535-ben Dalmáciával együtt a Bizánci Császárság uralma alá került. A horvátok ősei a 7. században érkeztek Dalmáciába és csakhamar megalapították első településeiket. Ezek elsőként a termékeny mező melletti, ivóvízzel rendelkező helyeken alakultak ki. A térség 1399-ben lett a Raguzai Köztársaság része.
A rožati Nagyboldogasszonyról elnevezett plébániát, melyhez a település is tartozik a 14. század elején alapították az Ombla-patak partján. A Raguzai Köztársaság bukása után 1806-ban Dalmáciával együtt ez a térség is a köztársaságot legyőző franciák uralma alá került, de Napóleon bukása után 1815-ben a berlini kongresszus Dalmáciával együtt a Habsburgoknak ítélte. 1857-ben 217, 1910-ben 70 lakosa volt. 1918-ban az új szerb-horvát-szlovén állam, majd később Jugoszlávia része lett. A régi Prijevor a mai Gornji Prijevor területén fejlődött ki, Donji Prijevor és Prijevor na Rivi településrészek csak az 1979-es földrengés után jöttek létre.
A délszláv háború során 1991. október 1-jén kezdődött a jugoszláv hadsereg (JNA) támadása a Dubrovniki tengermellék ellen, majd súlyos harcok után még októberben megszállta a települést. A házakat kirabolták, majd felgyújtották. A lakosság elmenekült, így a település 1992. májusáig lényegében lakatlan maradt. A horvát hadsereg a slanoi felszabadító hadművelet során 1992. május 26-án verte ki a JNA egységeit a településről és környékéről. A háború után rögtön elkezdődött az újjáépítés. A településnek 2011-ben 453 lakosa volt, akik főként turizmussal és halászattal foglalkoztak.

## Népesség
| Lakosság változása | Lakosság változása | Lakosság változása | Lakosság változása | Lakosság változása | Lakosság változása | Lakosság változása | Lakosság változása | Lakosság változása | Lakosság változása | Lakosság változása | Lakosság változása | Lakosság változása | Lakosság változása | Lakosság változása | Lakosság változása |
| ------------------ | ------------------ | ------------------ | ------------------ | ------------------ | ------------------ | ------------------ | ------------------ | ------------------ | ------------------ | ------------------ | ------------------ | ------------------ | ------------------ | ------------------ | ------------------ |
| 1857               | 1869               | 1880               | 1890               | 1900               | 1910               | 1921               | 1931               | 1948               | 1953               | 1961               | 1971               | 1981               | 1991               | 2001               | 2011               |
| 217                | 272                | 109                | 97                 | 81                 | 70                 | 178                | 199                | 90                 | 97                 | 50                 | 35                 | 0                  | 0                  | 362                | 453                |

(1981-ben és 1991-ben lakosságát Dubrovnikhoz számították. Az 1869-es, 1921-es és 1931-es adat Čajkovići lakosságát is tartalmazza.)

## Nevezetességei
Szent Miklós tiszteletére szentelt temploma a 16. században épült a dračevo seloi részen, az Ombla északi partja felett, később előcsarnokkal bővítették. A templomhoz lépcső vezet. Négyszögletes alaprajzú, elülső zárt tornáccal, háromszög alakú oromzattal és egyszerű harangdúccal. Az oltáron egy fából készült Szent Miklós-szobor látható, mely Bottege Moroder 19. századi alkotása.
Az Ombla partja mentén található a Sarlós Boldogasszony templom és kolostor épülete. A három, egyemeletes kolostorszárny négyzetes, széles boltozatos tornácokból álló kerengőt foglal magában. A délnyugati szárny találkozásánál található a nagyméretű, egyhajós templom a harangtoronnyal. A kolostort 1582 és 1585 között építették egy régebbi kolostor helyén, amelyet a boszniai rendtartomány ferencesei alapítottak. A kolostor épületének térbeli szervezete, elhelyezkedése, értékes építőanyagokkal történt kialakítása, valamint a kertek elrendezése képezi az épületkomplexum értékét a Dubrovnik területén épített ferences kolostorok között.

## Gazdaság
A helyi lakosság legnagyobb része Dubrovnikban dolgozik, illetve turizmussal és halászattal foglalkozik.